# Georges IV (roi d'Iméréthie)
Georges IV d'Iméréthie (Giorgi III Gurieli géorgien : გიორგი III გურიელი; mort en 1684)  est duc de Gourie ou Gouriel de 1669 à 1684 sous le nom de Georges III Gouriéli, et roi d'Iméréthie sous le nom de Georges IV de 1681 à 1683. Il intervient avec énergie dans les guerres civiles qui déchirent la Géorgie occidentale dont il cherche à tirer profit. Il est tué dans un combat en tentant de reprendre le trône perdu d'Iméréthie.

## Biographie
Fils de Kaïkhosro Ier Guriéli, duc de Gourie, il succède à Démétre Guriéli qui a été imposé en Gourie par le roi Alexandre III d'Iméréthie en 1660.
Il intervient dans la politique intérieure d'Iméréthie sous le règne du roi aveugle Bagrat V, dont il est l'ennemi puis le gendre en 1677 lorsqu'il épouse sa fille Daredjan. À la mort de Bagrat V, il répudie sa femme en 1682 et épouse la veuve du roi défunt, la reine Thamar (morte en couches en 1683), avant de se proclamer roi d'Iméréthie. Il règne moins de deux ans avant d'être expulsé et tué dans un combat à Rokit par Alexandre IV, l'héritier légitime du trône des Bagration.

## Mariage et descendance
D'une première union, Georges III Guriéli laisse plusieurs enfants :
- Kaïkhosro II Guriéli, prince de Gourie de 1685 à 1689 ;
- Mamia III Guriéli, roi d'Iméréthie et prince de Gourie ;
- une fille, mariée en 1700 au roi Simon Ier d'Iméréthie.

## Sources
- Marie-Félicité Brosset, Histoire de la Géorgie, tome II : Histoire moderne de la Géorgie, réédition Adamant Media Corporation  (ISBN 0543944808), p. 289-290.